# Rouge Sang (film, 2013)
Pour les articles homonymes, voir Rouge sang.
Rouge sang est un film québécois réalisé par Martin Doepner, sorti en 2013.

## Synopsis
Dans la nuit du 31 décembre 1799, dans une petite ferme isolée au Bas-Canada (Nouvelle-France), Espérance, femme mariée et ses trois jeunes enfants, reçoivent la visite de cinq soldats britanniques, dont l'un d'entre eux, sévèrement blessé, veulent passer la nuit à l'intérieur pour s'abriter d'un blizzard violent. Le père de famille, Pierre, étant absent pour aller au village voisin, Espérance doit protéger ses enfants de ces visiteurs indésirables qui font la fête pour célébrer l'arrivée du nouvel an. Mathurin, l'aîné de la famille, qui apprenait l'anglais, fait apprendre à sa mère que leurs invités se sont vantés d'avoir tué son père. Espérance veut se venger des meurtriers de Pierre, elle va devoir les éliminer un-à-un sans éveiller les soupçons de la part des anglais, elle doit assumer la responsabilité de protéger sa propre vie et celle de ses enfants.

## Distribution
- Isabelle Guérard : Espérance
- Lothaire Bluteau : le capitaine
- Anthony Lemke : le vulgaire
- Vincent Leclerc : le laid
- Arthur Holden : le blessé
- Jonah Nimijean : le jeune
- Peter Miller : Pierre
- André Kasper : Mathurin
- Charlotte St-Cyr : Madelon

## Fiche technique
- Titre anglais : The Storm Within[2]
- Titre français : Rouge sang
- Images : Nathalie Moliavko-Visotzky
- Scénario : Joseph Antaki, Martin Doepner, Jean Tourangeau
- Production : Ciné Télé Action
- Producteurs: Alesandro Luca, Claudio Luca
- Musique : Michel Cusson
- Montage : Claude Palardy
- Durée : 93 minutes
- Date de sortie : 1er février 2013

## Nominations et récompenses
- Le film a été nommé à trois reprises lors des Canadian Screen Award;
- prix de la meilleure actrice pour Isabelle Guérard
- deux nominations pour la musique de Michel Cusson lors des Genie Awards[3].